# Eduard Gaertner
 (janvier 2016).
Si vous disposez d'ouvrages ou d'articles de référence ou si vous connaissez des sites web de qualité traitant du thème abordé ici, merci de compléter l'article en donnant les références utiles à sa vérifiabilité et en les liant à la section « Notes et références ».
Pour les articles homonymes, voir Gaertner.
Johann Philipp Eduard Gaertner (Berlin, 2 juin 1801, Berlin - Flecken Zechlin, 22 février 1877) est un peintre prussien dont la majorité des œuvres représente des architectures ou des paysages urbains.
Gaertner commence sa formation en 1814 comme apprenti-peintre sur porcelaine à la Manufacture royale de porcelaine (KPM) de Berlin, avant d'intégrer, en 1821, l'atelier de Carl Wilhelm Gropius (1793-1870), peintre de paysages et créateur de décors de théâtre, tels que ceux qu'il conçoit pour la première de l'opéra Der Freischütz (1821), donnée pour l'inauguration du nouveau Schauspielhaus (aujourd'hui Konzerthaus) de Berlin. Gropius suit par ailleurs de près l'évolution du nouvel art des panoramas. Dans son atelier, Gaertner s'initie à la perspective et progresse comme peintre de scènes architecturales. Parallèlement, il suit les cours à l'Académie des arts de Berlin.
Grâce à une bourse accordée par le roi, il part pour un long séjour à Paris où il perfectionne son art auprès de Jean-Victor Bertin (1767-1842) qui jouit alors d'une grande renommée. Il fréquente l'atelier de Bertin à partir du mois de juin 1825 et jusqu'au début de l'année 1828.
En 1828, de retour à Berlin il réalise de nombreux tableaux de la ville et de ses monuments. Ces œuvres conduisent le tsar Nicolas 1er à l'inviter à Moscou et à Saint-Pétersbourg. 

Tableaux relatifs à la ville de Berlin
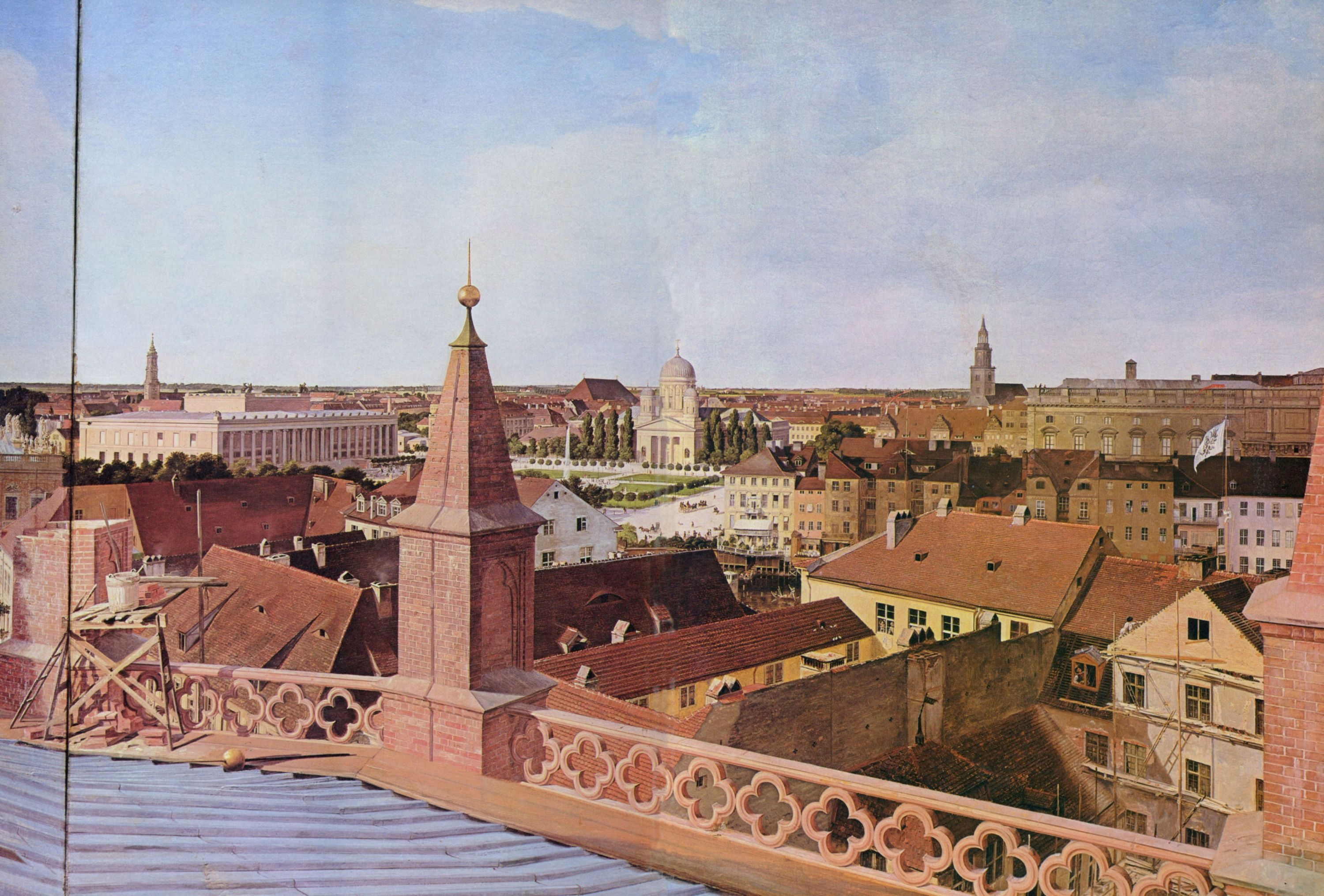
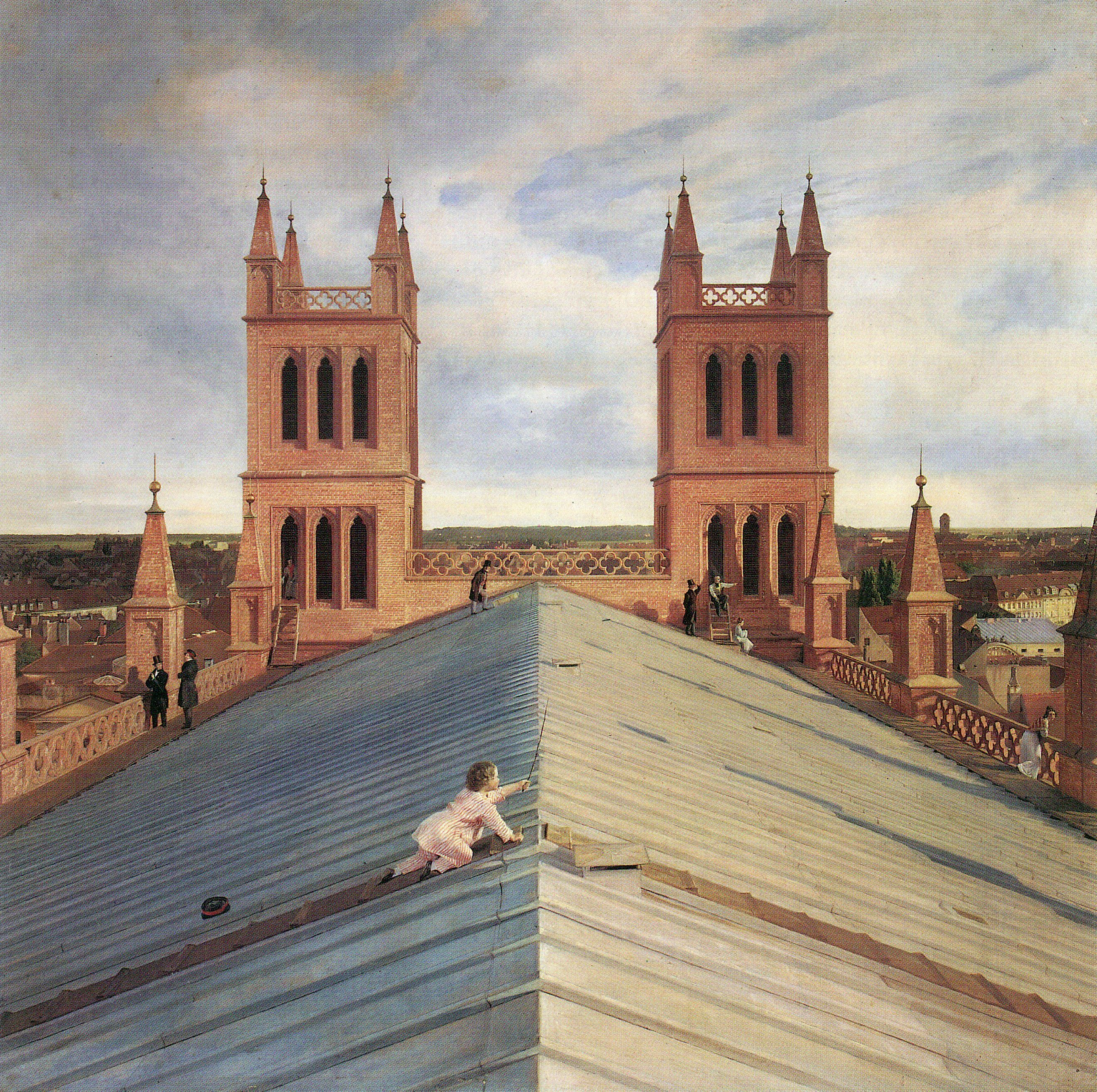
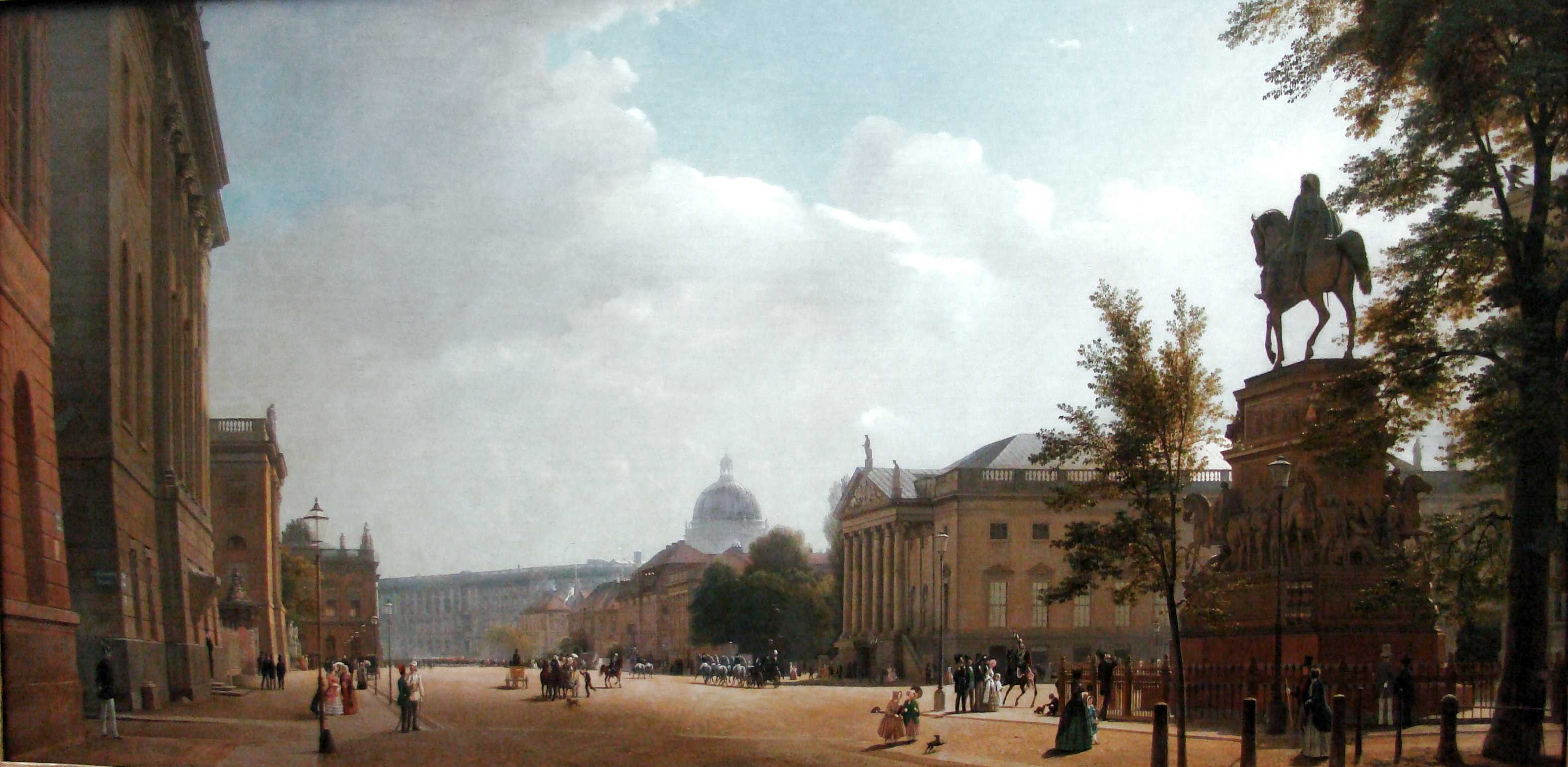
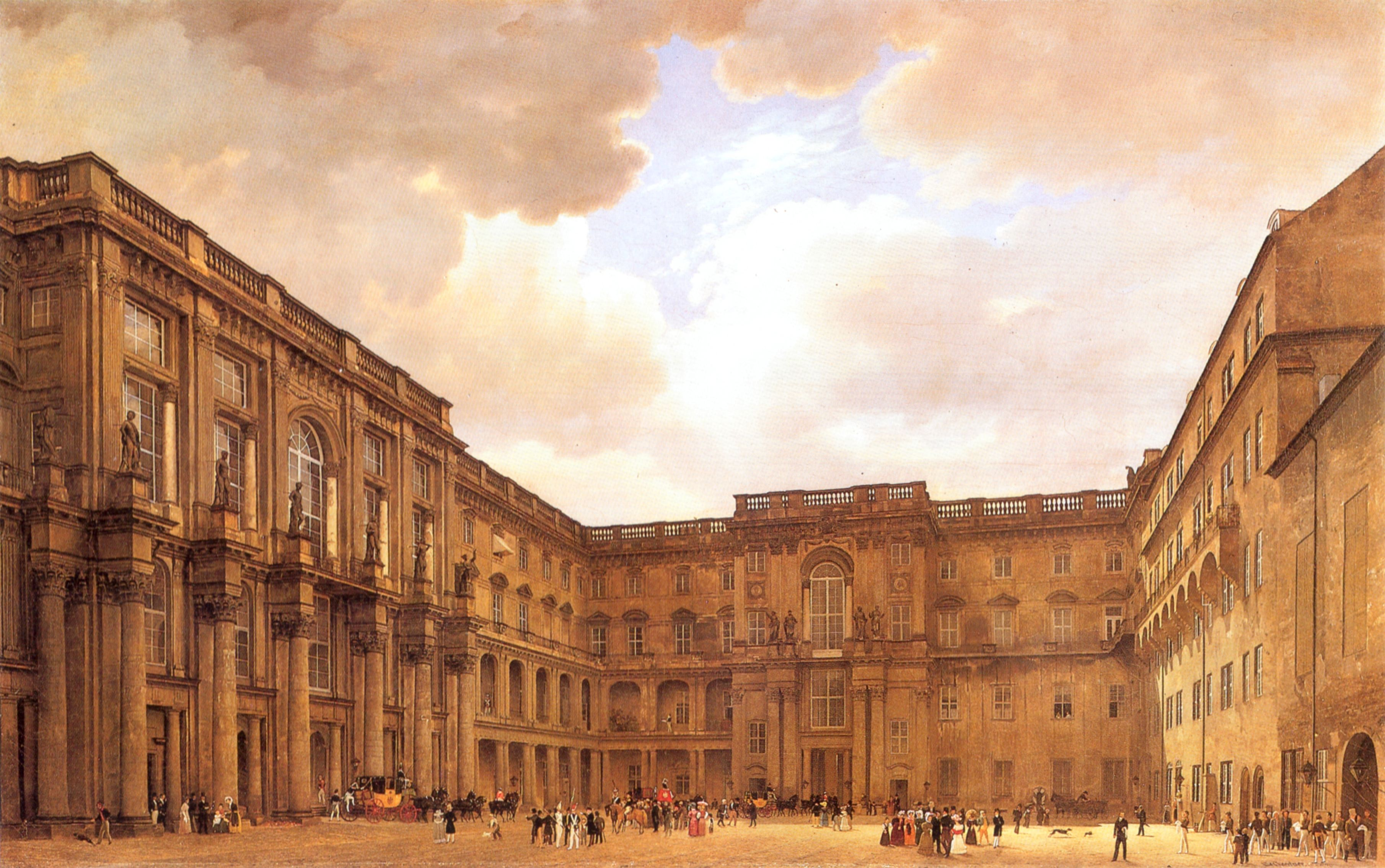

Œuvres relatives à Moscou et à Saint-Pétersbourg
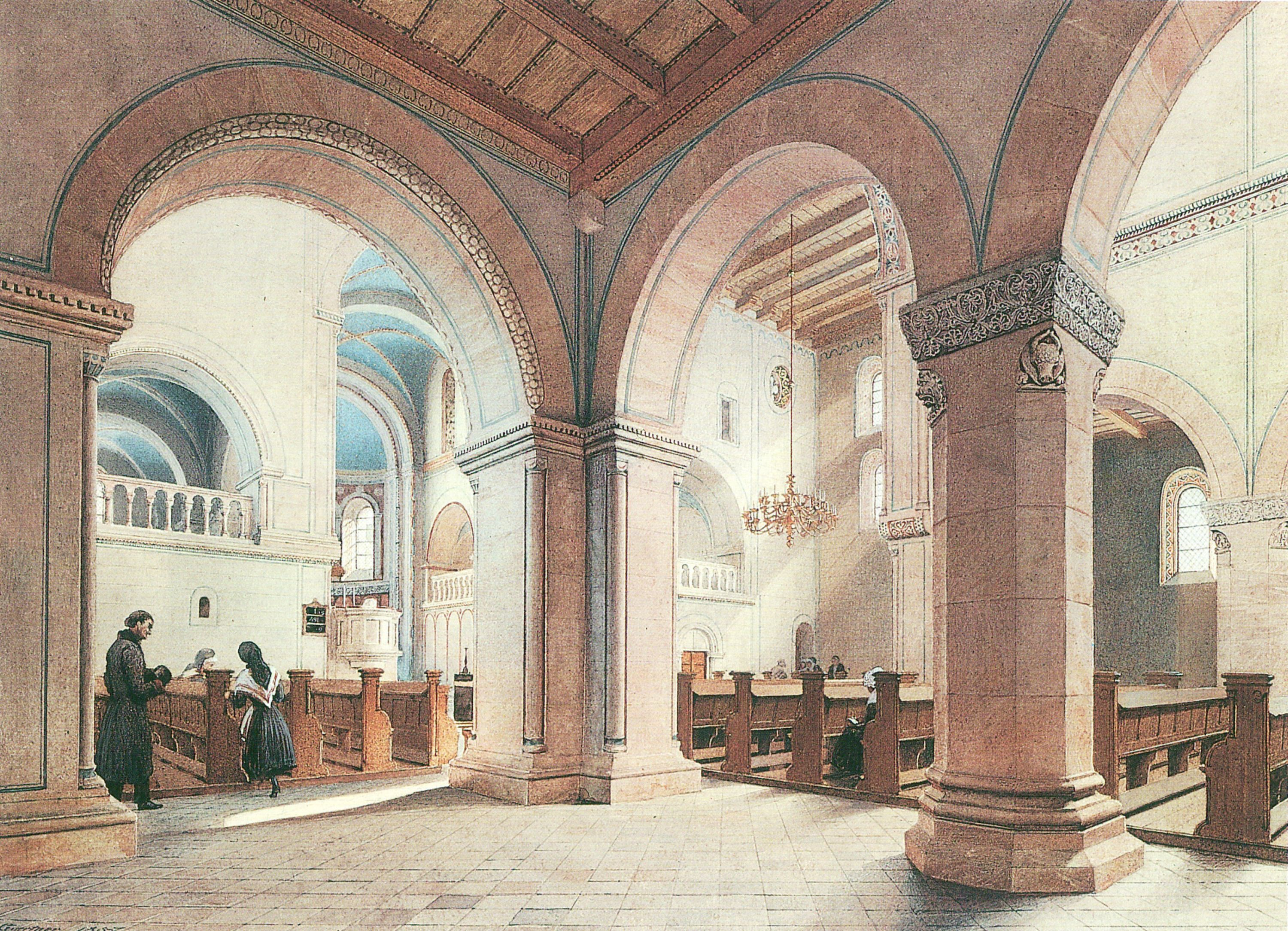
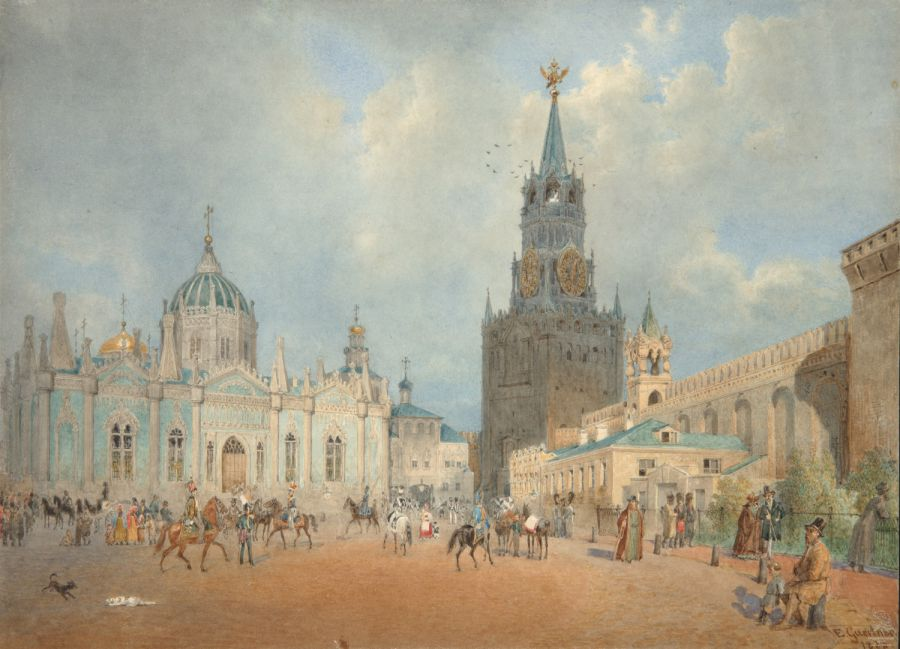
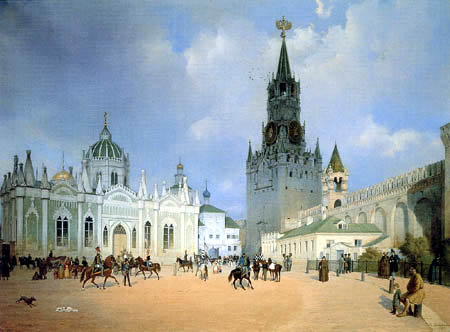
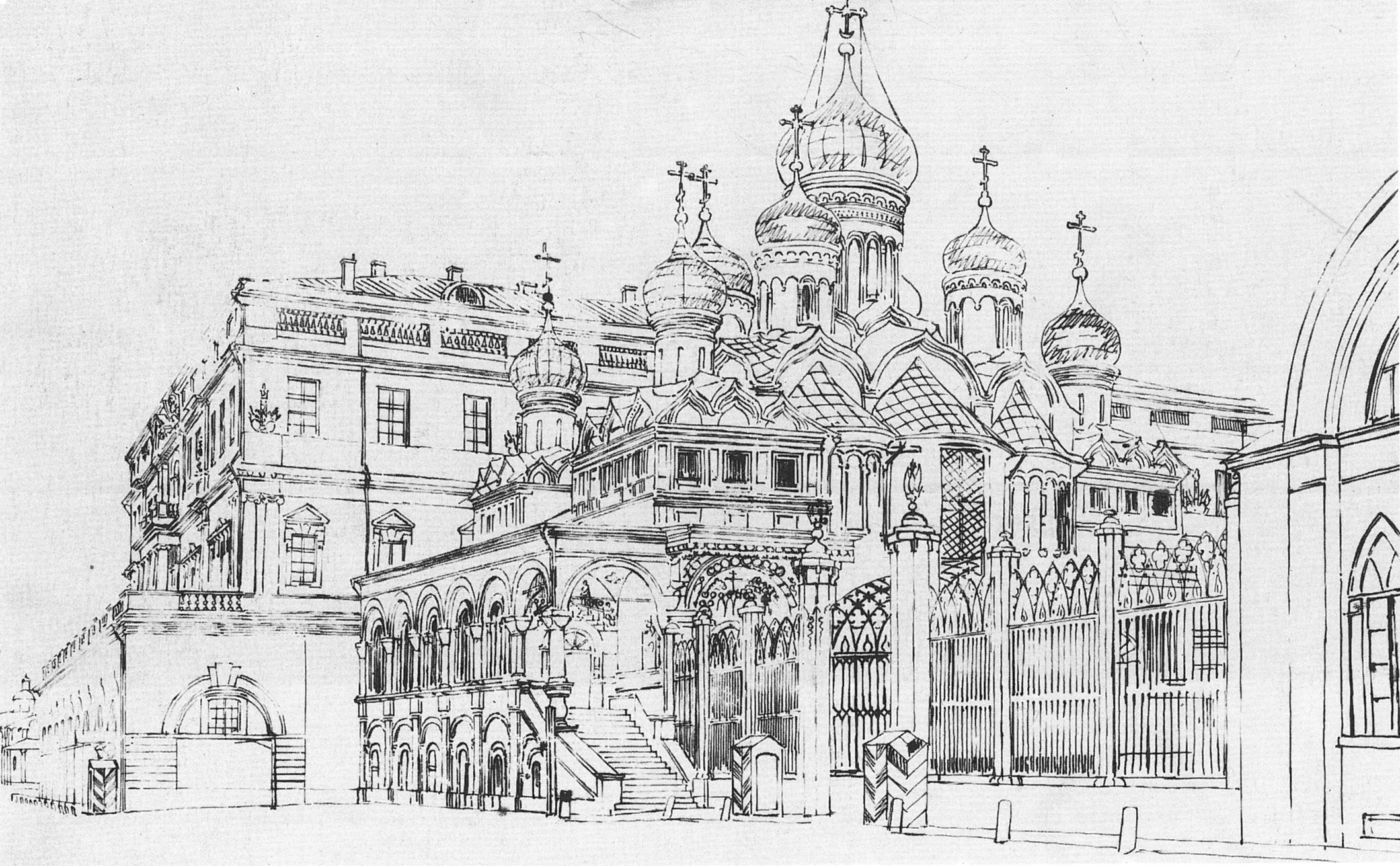